# 2003 في كرواتيا
فيما يلي قوائم الأحداث التي وقعت خلال عام 2003 في كرواتيا.

## سياسة

### تعيين في المنصب
- 23 ديسمبر – ايفو ساندر قائمة رؤساء وزراء كرواتيا.

## رياضة
- 31 مايو – الدوري الكرواتي الممتاز 2002–03 الفائز دينامو زغرب.
- 4 يونيو – كأس كرواتيا 2002–03 الفائز هايدوك سبليت.

## وفيات

### مايو
- 28 مايو – دين أوجبولت (مواليد 1967) لاعب كرة يد يوغوسلافي.

### يونيو
- 22 يونيو – زماج ديفيليبس (مواليد 1920)

### سبتمبر
- 7 سبتمبر – غريت أنطونيو (مواليد 1925)

### ديسمبر
- 18 ديسمبر – برانكو هورفات (مواليد 1928)